# Helligåndshuset i Næstved
|  | For Helligåndshuse i andre byer, se Helligåndshuset |
Helligåndshuset  i Næstved blev opført i 1400- og de første årtier af 1500-tallet. Den østlige ende af bygningen består af resterne af en række stenbyggede lejligheder fra 1400-tallet. I begyndelsen af 1500-tallet blev huset forlænget mod vest og fik tilføjet en etage. I den nybyggede, vestlige ende lå Vor Frue Kirke. Da kirken blev sløjfet i 1804, sløjfedes dens hvælvinger og spir. Bygningen bærer præg af de to opførelsestidspunkter, og forskellen er tydeligst mellem de oprindelige lejligheder i østenden og det tidligere kirkerum i vestenden.
I Næstved omtales Helligåndshuset første gang i et testamente fra 1398. Det havde sit økonomiske grundlag af gaver, almisser eller testamentariske overdragelser og ejede efterhånden en del ejendomme. Stiftelsen overtog bygningen med det mål at skabe et ”helligåndskloster” (et verdsligt hus drevet efter munkereglerne). Den nødvendige tilladelse var sikret ved at sende en delegation til Rom i 1514, men forsøget mislykkedes, og bygningen forblev på verdslige hænder. Derfor er Helligåndshuset i Næstved det eneste bevarede, egentlige helligåndshus i Danmark.
I 1532 – fire år før reformationen – overtog købstaden Næstved Helligåndshuset, og det skulle bruges som hospital og fattighus. Da spedalskhedshospitalet, Skt. Jørgens Gård, blev nedlagt, blev stiftelses jorden lagt ind under Helligåndshuset. I 1883 blev Helligåndshuset som fattighus erstattet af en fattiggård, og i 1903 blev også sygehuset flyttet, nu til et militært sygehus. I stedet blev bygningen brugt til beboelse, forretning og lager.
I 1885 blev portgavlen til gaden restaureret, og i 1918 blev huset fredet. Først i 1926-27 blev hele bygningen restaureret i samarbejde med Det Særlige Bygningssyn, og efter restaureringen blev Helligåndshuset indrettet til Næstved Museum. I dag ejes det af Næstved Kommune.